# غوييك
غوييك هي قرية في مقاطعة نقدة، إيران. يقدر عدد سكانها بـ 488 نسمة بحسب إحصاء 2016.